# El Terrat
El Terrat de Gestiones XXI, S. L. es una productora audiovisual española, con sede en Barcelona. Fundada por Andreu Buenafuente, la productora es el núcleo del Grupo Empresarial El Terrat y abarca diversos ámbitos: televisión, internet, radio, publicidad y prensa. El 19 de diciembre de 2019 fue adquirida por Mediapro.

## Historia
Buenafuente presentaba un programa en la antigua Radio Reus, ahora la SER Catalunya, titulado El terrat. Y fue precisamente ese nombre el que decidió que utilizaría para denominar a su productora: El Terrat. La misma es la responsable de programas de televisión presentados por Andreu Buenafuente en TV3 como Sense títol, La cosa nostra o Una altra cosa. Además, produjo Fent amics, Set de nit, 12 punts o Els 25. Pero, también produjo series como Plats bruts (1999-2002) o Lo Cartanyà (2005-2007), especiales de la noche de fin de año en la cadena pública catalana y algunos programas puntuales o de temporada.
En 1996 publicó El Terrat: una tonteria com una casa, libro sobre el trabajo en el programa de radio mencionado. En colaboración con otras editoriales publica libros de monólogos y artículos de Buenafuente, cuyo éxito es palpable: Sense llibre, Digue'm agosarat, Què t'anava a dir, Hem de parlar, Lo dudo mucho y No sé si m'explico, entre otros. Las ediciones son bilingües, en castellano y en catalán, como es el caso de su último libro: He dicho/He dit.
En 2001 produjo su primer espectáculo teatral, con Paz Padilla: Ustedes se preguntarán cómo he llegado aquí -a partir de esto publicó una biografía de la actriz con el mismo título-. Fue tan exitoso que hubo una gira por el país. Otros espectáculos son Comando a distància, Sotinho (Edu Soto), y actualmente La vida mata (David Fernández Ortiz, Fermí Fernàndez y Raúl Cimas). También produjo Cómicos de barra, espectáculo de café teatro con humoristas como Raúl Cimas, Carlitos y María José Hipólito.
Con el tiempo se introdujo en la televisión nacional. En 2001 produjo La última noche (late show) y Moncloa, ¿dígame? (serie) para Telecinco, con cierto éxito. Pero su implantación definitiva fue en Antena 3, con Homo Zapping (2003) y Buenafuente (2005), el más popular. En esta cadena estrenaron también la serie Divinos (2006).
También penetró en cadenas autonómicas como ETB y Telemadrid. En esta última produjo el magacín sobre sexo Me lo dices o me lo cuentas, que hizo popular en televisión a Lorena Berdún. El Terrat innovó y mejoró el formato con Dos rombos (TVE) y, recientemente, Todos ahhh 100 (La Sexta).
Es además socio de Atresmedia a causa de la fusión de Grupo Antena 3 y Gestora de Inversiones Audiovisuales La Sexta. En esta cadena ha producido y produce varios programas como Ticket, magacín de cultura y ocio, Todos ahhh 100, presentado por Josep Tomás y cuya ficción protagonizaban Elvira Prado, Saida Santana y en siguientes temporadas Rebeca Cobos y Saida Santana; y A pelo, programa de humor con Raúl Cimas y Joaquín Reyes.
El merchandising de El Terrat no es únicamente de ámbito editorial, sino que llega también al CD y al DVD. En 1997 el equipo del programa de radio grabó un disco de canciones, El Terrat ja canta. Otros discos grabados son Un altre disc, con el equipo de Una altra cosa y Carlitos, y Qué pasa, neng, con varios artistas del progressive y con Edu Soto interpretando su célebre personaje. En 2003 lanzó el DVD El Terrat: 13 anys, recopilando lo mejor de sus programas.
El Terrat de Producciones gestiona sus dos webs principales: elterrat.com y elterrat.net. La primera es la de la productora audiovisual, pero incluye también información diaria sobre las demás actividades (teatro, internet, etc.) La segunda viene a ser una memoria de todos los proyectos. Otras webs a su cargo son andreubuenafuente.com y pazpadilla.com. Pero su proyecto de Internet más conocido es Captura.org, proyecto de divulgación de la fotografía digital. En esta iniciativa de Andreu Buenafuente y Santi Millán participan famosos como Mikel Urmeneta, Edu Soto, Francesc Fábregas, José Corbacho, Javier Coronas o Jon Sistiaga.
Uno de sus últimos proyectos es Cromosomos, en colaboración con Kukuxumusu. Consiste en el diseño de camisetas originales, cuyos beneficios son destinados a las ONG. Cada año será una ONG distinta, en 2006 se trata de Arrels Fundació.
En 2021 la productora El Terrat produce tanto programas de radio y podcast como de televisión, destacando espacios en la cadena de pago Movistar+ como Late Motiv, presentado por Andreu Buenafuente, o La Resistencia, un late late night presentado por David Broncano.

## Producciones

### Series
- Mira lo que has hecho, Movistar+ (2018 - 2020)
- Zombis, TNT España (2011 - 2012)
- Pelotas, La 1 (2009 - 2010)
- Divinos, Antena 3 (2006)
- Lo Cartanyà, TV3 (2005 - 2007)
- Plats bruts, TV3 (1998 - 2002)

### Programas de televisión

#### En emisión
- La Revuelta, La 1 (2024 -)
- Assumptes Interns, À Punt (2018 -)
- Be Bike, A&E (2015 -)
- House of Cars, D.MAX (2014 -)

#### Finalizados
- Showriano, #0 (2023-2024)
- Expediente Pérez, #0 (2021)
- Imitados a cenar, #0 (2020)
- La resistencia, #0 (2018-2024)
- Preguntes freqüents, TV3 (2017-2022)
- LocoMundo, #0 (2016-2021)
- Homo Zapping, Neox (2016-2018)
- Late motiv, #0 (2016-2021)
- Economia en colors, TV3 (2015 - 2018)
- Salvados, La Sexta (2007-2015) Cambio de productora
- En el aire, La Sexta (2013-2015)
- El roast de Santiago Segura, Comedy Central (2014)
- Operación Palace, La Sexta (2014)
- Movieberto, Paramount Channel (2014-2015)
- El armario de Josie, Nova Tv (2013)
- Piso compartido, La Sexta 2 (2013)
- Buenas noches y Buenafuente, Antena 3 (2012)
- Alaska y Mario, MTV España (2011 - 2015)
- GafaPastas, La 2 (2011)
- LNDL2, Cuatro (2011)
- Mundo Oficina, La Sexta 2 (2011 - 2012)
- Adult Swim: Made in Spain, TNT España (2011 - 2012)
- Palomitas, Telecinco (2011)
- Com va la vida?, TV3 (2011)
- Divendres, TV3 (2009-2017)
- Terrat Pack, La Sexta (2009)
- El programa de Berto, La Sexta (2009)
- Peta-Zetas, Antena 3 (2008)
- Salvados por la iglesia, La Sexta (2008)
- Salvados por la Eurocopa, La Sexta (2008)
- Salvados por la campaña, La Sexta (2008)
- Lo Cap D'any de TV3, TV3 (2007)
- Buenafuente, La Sexta (2007 - 2011)
- Que no Surti D'aqui, 8tv (2007)
- Todos ahhh 100, La Sexta (2006 - 2008)
- A pelo, La Sexta (2006 - 2007)
- Ticket, La Sexta (2006)
- Buenafuente, Antena 3 (2005 - 2007)
- Plan C, Telecinco (2005)
- Homo Zapping, Antena 3 (2003 - 2007)
- Una Altra Cosa, TV3 (2002 - 2004)
- Set de Nit, TV3 (2001)
- Fent Amics, TV3 (2001)
- 7 de Notícies, TV3 (2001)
- A Pèl, TV3 (2001)
- La Cosa Nostra, TV3 (1999 - 2000)
- Sense Títol S/N, TV3 (1998)
- Malalts de Tele, TV3 (1997 - 2000)
- Sense Títol, Sense Vacances, TV3 (1997)
- Sense Títol 2, TV3 (1996)
- Bonic Vespre, TV3 (1996)
- Sense Títol, TV3 (1995)

## Teatro
- Sister Act, el musical
- Corbacho 5G
- Nadie sabe nada con Andreu Buenafuente y Berto Romero
- Nadie sabe nada con Gomaespuma
- Terrat Pack
- La vida mata
- Comando a distancia
- Sotinho